# Kanton Saint-Privat
Saint-Privat is een voormalig kanton van het Franse departement Corrèze. Het kanton maakte deel uit van het arrondissement Tulle. Het werd opgeheven bij decreet van 24 februari 2014, met uitwerking op 22 maart 2015. Alle gemeenten werden toegevoegd aan het kanton Argentat, thans Argentat-sur-Dordogne genaamd.

## Gemeenten
Het kanton Saint-Privat omvatte de volgende gemeenten:
- Auriac
- Bassignac-le-Haut
- Darazac
- Hautefage
- Rilhac-Xaintrie
- Saint-Cirgues-la-Loutre
- Saint-Geniez-ô-Merle
- Saint-Julien-aux-Bois
- Saint-Privat (hoofdplaats)
- Servières-le-Château